# Виновен свят
„Виновен свят“ е български телевизионен игрален филм (късометражен, драма) от 1985 година по сценарий и режисура на Николай Попов. Оператор е Любомир Станоев. Художник е Иван Славчев.
Филмът е екранизиран по произведение на Васил Попов.

## Актьорски състав
| Роля              | Актьор         |
| ----------------- | -------------- |
| Сашо Симов        | дядо Радойко   |
| Мария Ганчева     | баба Вида      |
| Росица Шумарска   | Анджела        |
| Георги Аврамов    | Ралф           |
| Владимир Димитров | селският лекар |
| Веселин Борисов   | даскал Илийчо  |